# Lokia coryndoni
Lokia coryndoni är en trollsländeart som beskrevs av Fraser 1953. Lokia coryndoni ingår i släktet Lokia och familjen segeltrollsländor. IUCN kategoriserar arten globalt som livskraftig. Inga underarter finns listade i Catalogue of Life.